# Courcelles-le-Comte
Courcelles-le-Comte är en kommun i departementet Pas-de-Calais i regionen Hauts-de-France i norra Frankrike. Kommunen ligger i kantonen Croisilles som tillhör arrondissementet Arras. År 2022 hade Courcelles-le-Comte 479 invånare.

## Befolkningsutveckling
Antalet invånare i kommunen Courcelles-le-Comte
| Referens: INSEE |